# Muta
Muta (2419 prebivalcev; 2020 že 200 manj) je obcestno naselje z dvema jedroma v Občini Muta. Spodnja Muta leži blizu izliva (Mučke/Mutske) Bistrice v Dravo, Zgornja Muta na robu terase Mučkega polja in ob cesti proti Gortini. Kraj je dobil ime po mitnici, ki je bila omenjena leta 1192 na križišču cest med Koroško, Štajersko in Mislinjsko dolino. 

## Zgodovina
Na Spodnji Muti so našli ostanke rimske ceste. Naselje je bilo omenjeno leta 1302 kot trg; po letu 1490 sta od župnijski cerkvi zrasla gradova, po 1606 se je v Zgornjo Muto preselila mitnica iz doline. Naselje in promet iz Koroške na Štajersko je do 16. stol. nadziral in varoval grad nad reko Bistrica. Tedaj razvaljeno trdnjavo so plemiči zapustili in se preselili v mestno graščino Kienhofen v Zgornji Muti. Stavbo iz 1510 so pogosto prenavljali in ima zdaj bidermajersko okrasje. V Zgornji Muti sta med drugim še cerkev sv. Marjete z baročno čebulasto z zaključenim zvonikom pred vhodom in manjši vodni stolp, zgrajen leta 1927 za izboljšanje oskrbe z vodo.

## Cerkve

### Župnijska cerkev sv. Marjete
Gotska cerkev sv. Marjete stoji sredi lijakastega tržnega prostora sredi Zgornje Mute. Prvič je bila omenjena leta 1349 kot kapela, v letih 1460-1465 pa kot farna cerkev. Od prvotne cerkve se je ohranila glavna ladja, ki so ji leta 1689 prizidali stranski ladji, prezbiterij z zakristijo in oratorijem ter povišali zvonik in ga pokrili s čebulasto streho. Baročna oprema je iz 17. stoletja. V zunanjo fasado cerkve je vzidanih več nagrobnikov, najstarejši med njimi je iz leta 1595.

### Rotunda sv. Janeza Krstnika
Rotundo  sv. Janeza Krstnika, cerkvico  z okroglo ladjo in skodlasto streho z nadstrešnim stolpičem ob izlivu Bistrice v Dravo, naj bi na svoji poti po Koroški in Štajerski zgradil papež Leon IX. leta 1052.
Obnova rotunde se je začela leta 1983. Odstranjene so bile vse prezidave, stavba sama pa je bila zaradi razpok povezana z jekleno vezjo. Na zunanji strani je bil rekonstruiran s skodlasto streho pokrit obhod, kakršen je bil na začetku. V notranjščino vodi prvotni polkrožni, rahlo podkovasti romanski portik. Apsido je v prvi polovici 14. stoletja zamenjal tristrano zaključeni zgodnjegotski prezbiterij.  Ladjo osvetljuje prvotno polkrožno romansko okno, prezbiterij pa troje gotskih. Stene prezbiterija so poslikane v dveh pasovih v tehniki al secco. Slikane so v zgodnjegotskem risarskem slogu prve polovice 14. soletja. V vsakem kvadratu lesenega stropa v ladji je naslikan po en cvet pasionke. Strop je iz 1 polovice 18. stoletja, lesen strop v prezbiteriju pa iz 2. polovice 16. stoletja. Oltarni nastavek s kipi Janeza Krstnika, Janeza Evangelista, sv. Lovrenca in sv. Štefana je lepo rezbarsko delo iz konca 17. stoletja. Desno od slavoloka visita baročni oljni sliki sv. Jožefa z Jezusom in sv. Lucije z donatorjem v bogatem okvirju. Na zunanjščini prezbiterija  se je ohranila baročna stenska slika obeh Janezov - Krstnika in Evangelista, pod njo pa preprosta puščica za denar. Relief orla na zunanji fasadi desno od vhoda, je rimska ostalina.

### Cerkev sv. Jerneja
Na Svetem Jerneju nad Muto stoji župnijska cerkev sv. Jerneja, prvič omenjena leta 1382. Sedanja stavba je iz leta 1625 in ima obnovljeno leseno skodlasto streho. Cerkev je enoladijska s kvadratnim prezbiterijem in prizmatičnim zvonikom. Ladja ima lesen raven strop, prezbiterij pa je banjasto obokan. Oprema cerkve je baročna. Ob cerkvi je pokopališče, pod njo pa baročna zgradba župnišča.
Kraj se ponaša tudi z orjaškimi lipami, ki so hišna drevesa in imajo velik ambientalni pomen. Lipa na kmetiji Herk ima obseg debla 830 cm in sodi med največje slovenske lipe. Lipa na kmetiji Primož ima obseg debla 762 cm in je s svojimi 30 m višine najvišje drevo v širši okolici. Na kmetiji Ižek raste pet orjaških lip. Lipa z obsegom debla 894 cm je enodebelna in je druga najdebelejša lipa v Sloveniji. Kot taka ima izreden dendrološki pomen, ker ni zraščenka kot trenutno največja slovenska Najevska lipa. Na območju bivše kmetije Lapovnik raste pet lip z obsegi 605, 481, 485, 373 in 383 cm.

### Cerkev sv. Simona in Jude na Pernicah
Župnijska cerkev sv. Simona in Jude na Pernicah se prvič omenja leta 1368. Leta 1494 so jo poškodovali Turki, leta 1510 pa je bila obnovljena in dobila poznogotski videz. Cerkev ima pred zahodno fasado prizmatičen zvonik s poznogotskimi zvonovimi linami. Poligonalno zaključen prezbiterij ima baročno poslikane vogalnike. Cerkvena ladja ima raven strop. Notranja oprema je baročna z glavnim in dvema stranskima oltarjema. Cerkev obdaja obzidano pokopališče, pod njim pa stoji baročno župnišče z gospodarskim poslopjem.

### Cerkev sv. Štefana na Gortini
Cerkvica je bila prvič omenja kot kapela v vizitacijskem poročilu leta 1724. Naselje Gortina se prvič omenja že leta 1147. Cerkev je majhna, dolga samo 8 metrov in široka 4 metre. Po obnovi leta 1965 je ohranila nekdanjo zunanjo podobo z eno ladjo in obokanim prezbiterijem. Tudi zvonik je ostal lesen. V njem sta dva zvonova. Prvi  je posvečen sv. Štefanu, tehta 97 kg in je uglašen na ton F. Drugi je posvečen Antonu Martinu Slomšku in je uglašen na ton Cis.

### Cerkev sv. Petra na Ribičju
Na Ribičju na Spodnji Gortini stoji cerkev sv. Petra, prvič omenjena leta 1326. Cerkev je enoladijska s kvadratnim prezbiterijem in zakristijo ob njem. Na vzhodni strani ladje je rekonstruiran zvonik jahač, ob zahodni fasadi lesena lopa. Vhod v cerkev je skozi kamnit polkrožno zaključen portal s posnetimi robovi. Na južni ladjini steni sta pod strešnim vencem dve romanski okenci. Cerkvena ladja je krita z ravnim lesenim stropom, prezbiterij, v katerega vodi sorazmerno visok in ozek polkrožno zaključen slavolok, je obokan z banjo šilastega profila. Oprema je gotska in zgodnjebaročna. V glavnem oltarju stoji kip sv. Petra iz leta 1505 – 1510. V baročnih stranskih oltarjih iz leta 1687 sta poznogodska kipa sv. Simona in sv. Jude. V pragu cerkve je antični nagrobnik.

## Kovaški in gasilski muzej
Muzej so odprli leta 1973 v počastitev 400-letnice kovaške tradicije v dolini reke Bistrice. V njem so kovaško-livarska, etnološka in kulturno-zgodovinska zbirka, leta 1975 pa so skupaj s Koroško gasilsko zvezo odprli gasilski muzej. Kovaško-livarska tradicija je predstavljena z dokumentarnim gradivom in originalnim orodjem. Prikazane so posamezne faze postopka izdelave motik, vil in lopat. Na ogled je maketa vodnega kolesa-repača. Raznovrstne predmete za predstavitev etnološkega dela so zbrali v začetku sedemdesetih  let, zbirka pa je izvorno vezana na hribovske kraje in saselke v okolici Mute. Predstavljeni so predmeti vsakdanje rabe in kmečko orodje s konca 19. in prve polovice 20.stol. Gasilski muzej  je v sklopu muzeja na Muti je od skromnega začetka z razstavo gasilskih vozov napredoval v osrednji gasilski muzej za Koroško, kjer so poleg različnih tipov prevoznih sredstev ogled še gasilske črpalke, brizgalne, praporji in zastava, gasilske uniforme, čelade, druga gasilska zaščitna oprema in drugo. Del zbirk je tudi postavitev na prostem-skansen v okoliškem parku, v katerem so predstavljeni večji delovni stroji iz mučke kovačije ("štanca",vitel,žerjav,vodno kolo).